# 胡安·羅梅洛的變貌
《胡安·羅梅洛的變貌》是美國恐怖小說作家H. P. Lovecraft的一篇短篇小說，於1919年9月16日完成，首次發表於1944年阿卡姆小屋出版的《Marginalia》中。

## 情節
故事講述在一座礦坑，發現了一個非常深的裂縫，深不可測，無法用任何聲納線探到底部。在發現深淵的那天晚上，敘述者和礦坑的一名工人，一位名叫胡安·羅梅洛的墨西哥人，被一種神秘的有規律的地面震動所吸引，不由自主地一同進入礦坑。羅梅洛先一步到達深淵，然後被它吞噬。敘述者俯身看去，看到了一些東西 – "但天啊，我不敢告訴你我看到了什麼！" 然後失去了知覺。第二天早上，敘述者和已故的羅梅羅都被發現在他們的臥鋪上。其他礦工發誓，他們兩個在那個晚上都沒有離開他們的小屋。那個裂縫也消失了。

## 其他細節
這個故事是一個私人的說明性練習，只是為了他一小群筆友而寫。在不到一天的時間內完成，它旨在迅速展示在沙漠環境中會發生什麼，這個運用曾被洛夫克拉夫特稱做一個 "沉悶故事"（現已失傳），由 'Phil Mac'（菲利普·巴約·麥克唐納教授）撰寫。
洛夫克拉夫特似乎在他的寫作生涯早期就否認了這個故事。他在有生之年不允許它在小型出版物上發表，它也不出現在他的大多數故事清單上。他似乎在生命的末期之前沒有向任何人展示這個故事，直到羅伯特·海沃德·巴洛逼他寄給他手稿，以便巴洛能為其製作一份打字稿。
維齊洛波奇特利，一位與人類犧牲相關的中美洲神明，被提及，這表明胡安·羅梅洛的轉變可能與獻祭儀式有關。

## 進一步閱讀
- Blackmore, Leigh. . Lovecraft Annual. 2009年8月, (3): 147–168. ISSN 1935-6102. JSTOR 26868395.

## 外部連結
- 维基文库中的相關文獻：胡安·羅梅洛的變貌
- 完整文本 – 胡安·羅梅羅的轉變 （页面存档备份，存于）
- 列在網路推理小說資料庫中的《胡安·羅梅洛的變貌》